# 大平 (彰化縣)
大平，是臺灣彰化縣田中鎮的一個傳統地域名稱，位於該鎮東北部。相較於今日行政區，其範圍大致為平和里不含西南部凸出部分。

## 歷史
台灣清治末期至日治初期，大平地區為一街庄，稱為「大平庄」，隸屬於武東堡。該庄北與許厝藔庄為鄰，東與廍下庄、皮仔藔庄為鄰，南邊為普興庄，西邊為卓雅潭庄、崙雅庄。
1901年（日治明治三十四年）11月，全台廢縣廳改設二十廳，該庄隸屬於彰化廳。1903年（明治三十六年）6月，該庄編入「卓乃潭區」，隸屬於彰化廳。1909年（明治四十二年）10月，合併二十廳為十二廳，卓乃潭區改隸屬於臺中廳。1920年（大正九年），該庄改制為「大平」大字，隸屬於臺中州員林郡田中庄。1940年，田中庄升格為田中街。
戰後田中街改制為田中鎮，隸屬於臺中縣，大字亦改制為里。1950年10月，中、彰、投分治，田中鎮改隸屬彰化縣。

## 聚落
本地區發展較早的聚落有大平、金硯（錦毛莊）等，在日治期初期的官方地圖上已有記載。此外，本地區尚有平和聚落。

## 交通
縣道137號（山腳路五段）是彰化至二水源泉的道路，主要沿八卦台地西側山麓地帶而行，大致以縱向轉北北東—南南西走向經過本地區中部偏西地帶。由該道路向北可前往員林、大村、花壇、彰化，向南南西可前往田中、二水等地。
鄉道彰92線（復興路）是崙雅至埤斗的道路，大致以西南西－東北東走向轉北向南繞大彎轉西向東蜿蜒經過本地區北部邊界地帶西側。由該道路向西南西繞大彎轉西北再轉西可前往崙雅中部偏南並止於縣道141號路口，向東可前往許厝寮地區南部的埤頭聚落南側並止於縣道137號路口。
鄉道彰94線（忠義路、清水岩路）是崁頂至平和的道路，其東側端點位於本地區南部邊界地帶的縣道137號路口。由此向西北轉西微南沿本地區南部邊界西側而行，出境後可前往卓乃潭並止於縣道141號路口。